# Young Thug
Jeffery Lamar Williams (Atlanta, Georgia, 16. kolovoza 1991.), poznatiji pod umjetničkim imenom Young Thug, američki je reper, pjevač i tekstopisac. Smatra se utjecajnom figurom svoje generacije, a njegova je glazba utjecala na zvuk modernog hip-hopa i mainstream trapa. Poznat je po svom ekscentričnom vokalnom stilu i modi. Karijeru je započeo još 2008., ali se ozbiljnije posvećuje glazbi 2011. kada izbacuje serijal nezavisnih miksanih albuma, prvi od njih je bio pod nazivom I Came from Nothing. Početkom 2013. potpisao je ugovor s diskografskom kućom Guccija Manea zvane 1017 Records, a kasnije te godine izdao je svoj debitantski mixtape za istoimenu kuću 1017 Thug. Taj mixtape uveliko je dobio pohvale glazbenih kritičara.